# 香色
香色（こういろ）とは、丁子などの香料の煮汁で染めた色、またはそれに似せた色のこと。丁子色（ちょうじいろ）、香染（こうぞめ）。
平安時代は色の濃淡で、淡香（うすきこう）、中香（なかのこう）、濃香（こきこう/「こがれこう」とも）と呼び分けた。黄褐色。
源高明が考案したと伝えられる。非常に高価なものとされ、源氏物語にも夕霧が香色をあらたまった訪問に装う場面がある。
上のような大貴族は本物の丁子を使ったが、一般的にはベニバナとクチナシを掛け合わせて染めた色を香色と呼んだ。
清少納言は枕草子二百八十二段で狩衣の色にふさわしいとして薄い香色を挙げているが、狩衣は当時の普段着であり、別の個所に「あるかなきかの色したる香染の狩衣」とある通り香色の狩衣はごく薄い色だったようである。
袈裟の色としても使われた。